# Krant van West-Vlaanderen
De Krant van West-Vlaanderen (KW) is een krant die wekelijks verschijnt in de Belgische provincie West-Vlaanderen en de gemeentes Maldegem en Zulte in de provincie Oost-Vlaanderen en Komen-Waasten in de provincie Henegouwen.
De Krant van West-Vlaanderen wordt uitgegeven door Roularta Media Group en bestaat uit een provinciale krant en 5 lokale kranten: "De Weekbode Roeselare-Izegem-Tielt", "KW Kortrijk-Menen-Waregem", "Brugsch Handelsblad Brugge-Torhout", "De Zeewacht Kust" en "Het Wekelijks Nieuws Westhoek-Westkust". De redactie is gevestigd in Roeselare. Thijs Naeyaert is de algemeen directeur, Bart Casteleyn is de hoofdredacteur.

## Inhoud
De krant brengt regionaal nieuws en bestaat uit twee kranten: De Krant van West-Vlaanderen die het nieuws uit de hele provincie bundelt en de lokale krant. Die laatste steekt midden in de krant, daar wordt nieuws per gemeente gebracht. Het gaat om lokale gebeurtenissen, zoals plaatselijke ongevallen, feesten, nieuwtjes uit het verenigingsleven en huwelijks-, geboorte- en/of overlijdensberichten.  

## Geschiedenis
De Krant van West-Vlaanderen ontstond uit de Roeselaarse Weekbode, een krant waarmee de Roeselaarse onderneming Roularta vanaf 1954 bekend werd. De krant groeide uit tot een belangrijk weekblad in het midden van de provincie. Men zou de komende decennia verschillende andere regionale weekbladen overnemen, en als De Weekbode of later de Krant van West-Vlaanderen verder verspreiden. In 1957 werd de concurrerende De Mandelbode in Izegem overgenomen en in 1960 De Oude Torhoutenaar in Torhout. In 1971 kwam er het Ypersch Nieuws bij. In 1978 werd de krant versterkt met De Zondag uit Tielt en in 1979 De Zeewacht uit Oostende. In 1985 werd De Torhoutse Bode uit Torhout overgenomen en in 1990 kwam er het Brugsch Handelsblad en het Kortrijks Handelsblad bij. Vanaf 1996 kregen alle kranten de overkoepelende titel Krant van West-Vlaanderen. Het Wekelijks Nieuws uit Poperinge kwam er nog bij in 2000, het laatste West-Vlaamse weekblad dat nog niet tot de groep behoorde. In 2005 schakelde de krant over naar een kleiner tabloidformaat.

## Nieuwe media
De Krant van West-Vlaanderen is ook actief als nieuwssite op www.kw.be. De redactie heeft onder de noemer 'kw__be' ook een Twitteraccount en is actief op Facebook en Instagram.

## West-Vlaams Ambassadeur
Jaarlijks reikt de krant ook enkele prijzen uit aan West-Vlaamse toppers. De Ambassadeur van West-Vlaanderen is ‘etwien specioal’ die onze provincie ‘stiefgeirn ziet’. Sinds 2023 kiest de krant ook ambassadeurs voor Warm en Bedrijvig West-Vlaanderen, een award voor goede doelen en bedrijven. 
Een overzicht van de laatste winnaars:
- 2023: Emma Meesseman
- 2022: Maaike Cafmeyer
- 2021: Dominique Persoone
- 2020: Wim Opbrouck
- 2019: Niels Destadsbader
- 2018: Wim Lybaert

## Medewerkers

### Redactie
| Naam             | Opmerking              |
| ---------------- | ---------------------- |
| Bart Casteleyn   | Hoofdredacteur         |
| Tim Vansteelandt | Adjunct-hoofdredacteur |
| Jan Degoe        | Chef Nieuws Regio      |
| Nicolas Staelens | Chef Online            |
| Lieven Mathys    | Chef Community         |
| Nicolas Noseda   | Redactiesecretaris     |

### Reporters en journalisten
| Naam                  | Opmerkingen |
| --------------------- | ----------- |
| Frank Buyse           | journalist  |
| Camille Jonkcheere    | journalist  |
| Nancy Boerjan         | journalist  |
| Laurens Kindt         | journalist  |
| Philippe Verhaest     | journalist  |
| Bert Vanden Berghe    | journalist  |
| Wouter Vander Stricht | journalist  |
| Stefan Vankerkhoven   | journalist  |
| Phebe Somers          | journalist  |

### Directie
| Naam                | Opmerking          |
| ------------------- | ------------------ |
| Thijs Naeyaert      | Algemeen directeur |
| Kris Dewitte        | Sales manager      |
| Barbara Spyckerelle | Marketing manager  |